# Liguria Foot Ball Club
Il Liguria Foot Ball Club, citato su alcune fonti con la denominazione italianizzata di Pro Liguria, è stata una società calcistica di Sampierdarena, cittadina successivamente inglobata nella Grande Genova.
Attiva dal 1897 grazie agli sforzi del suo principale dirigente Mainetti, fu una delle più antiche squadre di calcio italiane, oltre ad essere la più vecchia tra quelle che hanno dato origine, attraverso le successive fusioni, all’attuale Sampdoria.

## Storia
Narrano le scarse cronache calcistiche del tempo che, alla fine dell ’800, nel sobborgo portuale di San Pier D’Arena, nella periferia occidentale di Genova, numerose rappresentative di marinai inglesi si sfidavano in improvvisate partite di football, gioco popolarissimo oltremanica, ma ancora semisconosciuto in Italia. Narrano anche che alcuni appassionati locali, a forza di assistere alle curiose performance pedatorie degli anglosassoni, decisero di formare una squadra tutta italiana nell'aprile del 1897. Il primo nome scelto sembra che sia stato Pro Liguria o Foot Ball Liguria, secondo altre fonti. La divisa, se ne ignorano le ragioni, fu una casacca a strisce verticali bianche e verdi e la squadra giocò i suoi primi incontri in quella che era la Piazza d'Armi del Campasso di Sampierdarena.
Di questo periodo pionieristico sono documentate alcune amichevoli con il Genoa, risolte invariabilmente con la vittoria del più forte club genovese, e un'iscrizione in extremis al campionato italiano del 1899, caratterizzato da un ritiro poco prima dell'inizio del suo primo match ufficiale contro i genoani. Al suo posto si tenne probabilmente un'amichevole.

Il Liguria FBC nel 1913-14

Dopo essere sparito dalle cronache calcistiche per un decennio, apparentemente confluito nella sezione calcio della Società Ginnastica Sampierdarenese, il Liguria si iscrisse nel 1911 alla Seconda Categoria e, nel 1913, ottenne sul campo la promozione in Prima Categoria, battendo in finale il Savona. Nonostante ciò, in quella che era allora la massima serie disputò una stagione fallimentare, con due soli pareggi e una valanga di 93 gol subiti, che da regolamento avrebbero dovuto decretarne la retrocessione, se non che la FIGC, sulle orme della strada aperta l'anno prima dal ripescaggio della blasonata Juventus, si dimostrò nuovamente misericordiosa a condizione di fornire più o meno fondate garanzie di rafforzamento onde rialzare il tasso tecnico del campionato e, conseguentemente, la spettacolarità e i derivati incassi al botteghino. Per un club minore come il Liguria, tuttavia, queste garanzie non potevano che passare attraverso la fusione con altre società che apportassero forze nuove. Guardandosi intorno, la scelta cadde sulla piccola Itala di Rivarolo Ligure e sulla sportivamente ancor più insignificante Enotria di Bolzaneto, la quale, tuttavia, portava in dote il fondamentale dono patrimoniale di un regolare campo di gioco.
Facendo leva sulla supremazia del denaro, l'Enotria pose la condizione di porsi a capo della fusione e, nell'estate del 1914, nacque l'AC Ligure, che prese colori e stadio della squadra di Bolzaneto. Il nome Liguria, tuttavia, fu più volte riutilizzato da altri sodalizi nel corso degli anni successivi: in particolare, nel 1930 La Dominante adottò l’effimera denominazione Foot Ball Club Liguria, mentre dal 1937 al 1945 la Sampierdarenese fu nota come Associazione Calcio Liguria.